# Comoro Islands Airline
La nueva aerolínea de las Islas Comores se inauguró entre las islas del archipiélago efectuando su primer vuelo el 6 de octubre de 2009. La aerolínea en cooperación con Bahrain Air efectuó su vuelo internacional inaugural a Jeddah para llevar peregrinos al Hajj en 2009.
La aerolínea fue fundada por iniciativa de Kuwait y el Gobierno de las Islas Comores.  

## Flota
La flota de Comoro Islands Airline incluye las siguientes aeronaves (a 1 de diciembre de 2010):
- 1 Airbus A320-214
- 1 Beechcraft 1900 operado por Fair Aviation para vuelos interinsulares.

A 9 de abril de 2010, la media de edad de la flota de Comoro Islands Airline es de 3,6 años.